# Chetogena trinitatis
Chetogena trinitatis är en tvåvingeart som beskrevs av Thompson 1968. Chetogena trinitatis ingår i släktet Chetogena och familjen parasitflugor. Inga underarter finns listade i Catalogue of Life.